# ویرانه‌های لوروپنی
ویرانه‌های لوروپنی یک میراث باستانی در نزدیکی شهر لوروپینی در جنوب بورکینافاسو است که در سال ۲۰۰۹ به فهرست میراث جهانی یونسکو اضافه شدند. این ویرانه‌ها اولین مکان میراث جهانی در این کشور هستند. این سایت که ۱۱٬۱۳۰ متر مربع (۱۱۹٬۸۰۰ فوت مربع) می‌باشد، شامل مجموعه ای از دیوارهای سنگی است که یک قلعه باستانی را تشکیل می‌داد که ده مورد از آن در منطقه حفظ شده‌است. قدمت آنها حداقل به هزار سال می‌رسد. این شهرک توسط مردم لوهرون یا کولانگو اشغال شد و از تجارت طلای ماورای صحرا رونق گرفت و به اوج خود رسید و بین سده‌های ۱۴ و ۱۷ میلادی بدست آمد. در اوایل قرن ۱۹ رها شد.

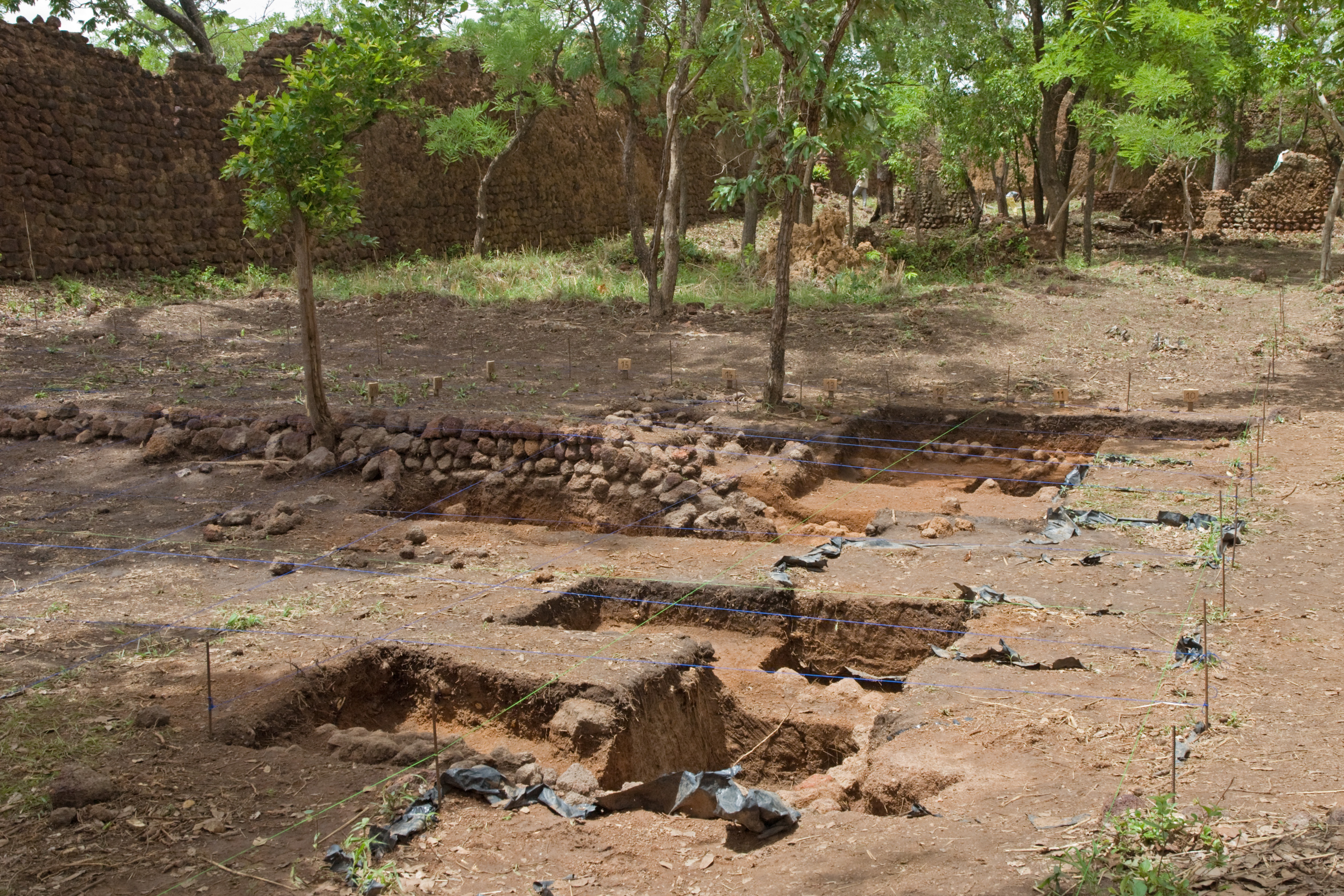
کاوش‌های باستانی در خرابه‌ها، مه ۲۰۱۶